# 基本計画
基本計画（きほんけいかく）とは、政策や事業における基本的な方針とその内容、プログラム、例えば建築や都市の開発、設計の一過程など、基本構想を受けて、当該敷地や地区の立地条件や事業実施のための具体的な課題や条件を整理し、具体的な対応策や発想を示し事業概念の確定や代替策の検討、ボリューム検討、諸手続きフローの確認、事業費概算等、事業実施のための青写真を示すことで、具体的な設計の指針とするもの。
マスタープラン (masterplan) とも呼ばれ、建築・都市行政政策において市町村などの自治体が作成する都市計画マスタープランは、住環境基本計画や景観計画など良好な市街地環境形成、維持、保全等を実施するための基本的な方針となる。具体的な空間計画においては、土地利用や施設計画骨格形成、各種規制等の全体指針で、全体を統括する図面や報告書、諸ルールを指し、設計段階ではこれにしたがって詳細な検討を加えていく。

## 主な基本計画
| 所管官庁   | 基本計画                           | 規定している法令             |
| ---------- | ---------------------------------- | ---------------------------- |
| 内閣府     | 科学技術基本計画                   | 科学技術基本法               |
| 内閣府     | 宇宙基本計画                       | 宇宙基本法                   |
| 内閣府     | 障害者基本計画                     | 障害者基本法                 |
| 内閣府     | 男女共同参画基本計画               | 男女共同参画社会基本法       |
| 内閣府     | 防災基本計画                       | 災害対策基本法               |
| 消費者庁   | 消費者基本計画                     | 消費者基本法                 |
| 文部科学省 | 教育振興基本計画                   | 教育基本法                   |
| 文部科学省 | スポーツ振興基本計画               | スポーツ基本法               |
| 厚生労働省 | がん対策推進基本計画               | がん対策基本法               |
| 厚生労働省 | アルコール健康障害対策推進基本計画 | アルコール健康障害対策基本法 |
| 農林水産省 | 食料・農業・農村基本計画           | 食料・農業・農村基本法       |
| 農林水産省 | 食育推進基本計画                   | 食育基本法                   |
| 経済産業省 | エネルギー基本計画                 | エネルギー政策基本法         |
| 環境省     | 環境基本計画                       | 環境基本法                   |